# Lemsterland

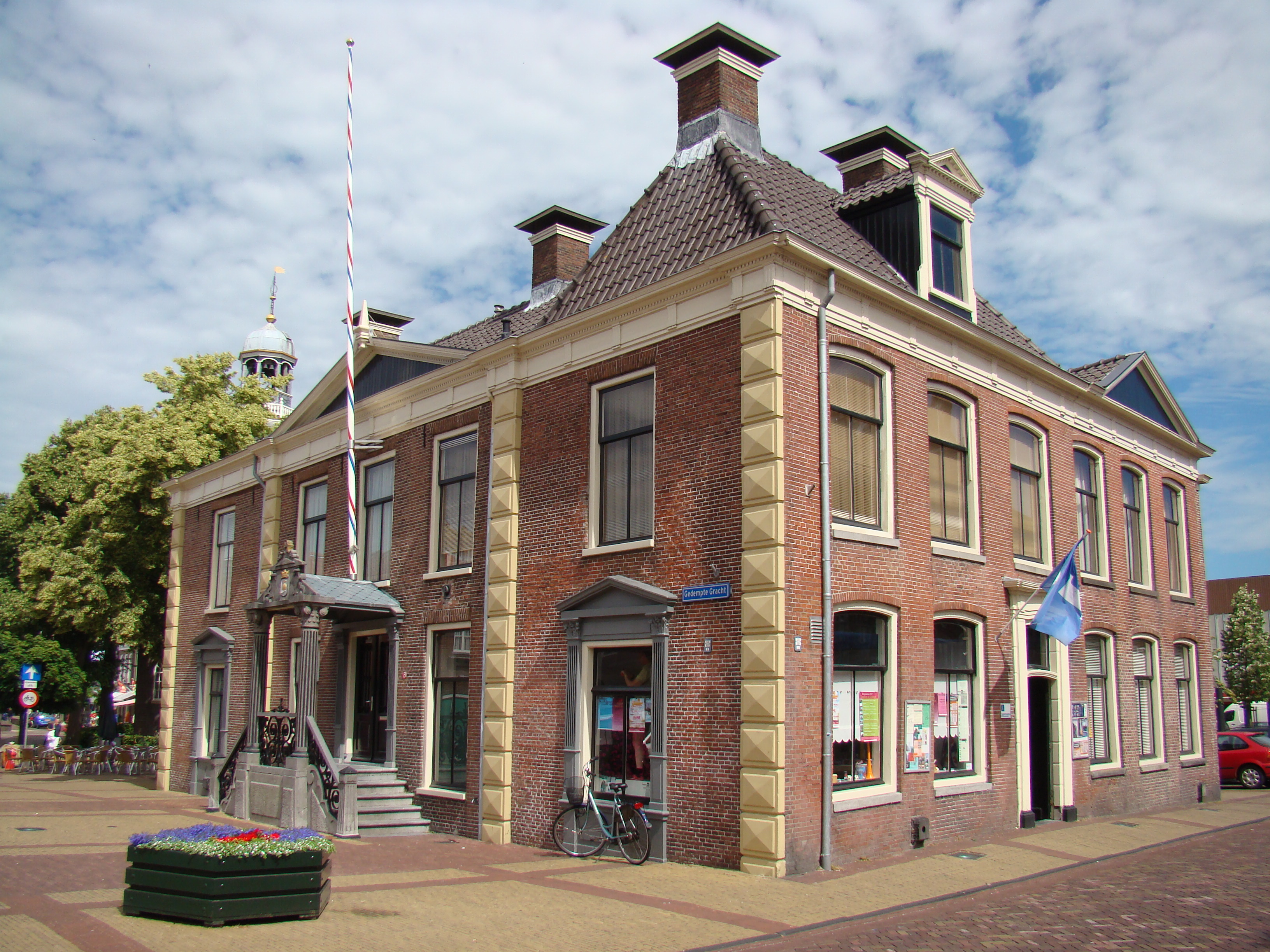
Het oude raadhuis van Lemsterland in 2010

Lemsterland (uitspraakⓘ) (Fries: Lemsterlân ([’lɛmstrlɔ:n], uitspraakⓘ)) was een gemeente in de Nederlandse provincie Friesland met 13.544 inwoners (1 november 2013, bron: CBS) en een oppervlakte van 124,37 km², waarvan 47,70 km² water. Op 1 januari 2014 ging de gemeente op in de nieuw ontstane gemeente De Friese Meren.
Tot de jaren zeventig liep de taalgrens tussen Fries en Stellingwerfs door de gemeente. Het Stellingwerfs ("krûmme") werd geïntroduceerd met de kolonisatie van het gebied door Gieterse verveners omstreeks 1800. In de oostelijke helft werd Stellingwerfs naast de Friese taal gebruikt. Nadien is ook dit gebied verfriest. Het Stellingwerfs wordt weinig meer gebruikt.
Het Ir. D.F. Woudagemaal bij de hoofdplaats Lemmer staat op de lijst van werelderfgoed van UNESCO.

## Kernen

### Dorpen
De gemeente Lemsterland telde acht officiële kernen. De Nederlandse namen zijn de officiële.
Aantal inwoners per woonkern in 2010:
| Nederlandse naam    | Friese naam           | Stellingwerfse naam | Inwoners |
| ------------------- | --------------------- | ------------------- | -------- |
| Lemmer              | De Lemmer             | Lemmer              | 10.135   |
| Echtenerbrug        | Ychtenbrêge           | Echtenerbrogge      | 605      |
| Echten              | Ychten                | Echten              | 660      |
| Bantega             | Bantegea              | Bantege             | 655      |
| Oosterzee           | Eastersee             | Oosterzee           | 945      |
| Delfstrahuizen      | Dolsterhuzen          | Delfstrehuzen       | 410      |
| Eesterga en Follega | Jistergea en Follegea | Eesterge en Follege | 215      |

### Buurtschappen
Naast deze officiële kernen bevonden zich in de gemeente de volgende buurtschappen:
- Brekkenpolder
- Commissiepolle
- Schoterzijl (Stellingwerfs: Schoterziel)
- Zevenbuurt

## Aangrenzende gemeenten
| Aangrenzende gemeenten | Aangrenzende gemeenten | Aangrenzende gemeenten | Aangrenzende gemeenten | Aangrenzende gemeenten |
| ---------------------- | ---------------------- | ---------------------- | ---------------------- | ---------------------- |
|                        |                        | Skarsterlân            |                        |                        |
|                        |                        |                        |                        |                        |
| Gaasterland-Sloten     | Weststellingwerf       |                        |                        |                        |
|                        |                        |                        |                        |                        |
|                        |                        | Noordoostpolder (FL)   |                        | Steenwijkerland (OV)   |

## Gemeenteraad
De gemeenteraad van Lemsterland bestond uit 15 zetels. Hieronder staat de samenstelling van de gemeenteraad sinds 1998:
| CDA              | 4  | 4  | 3  | 3    |
| Gemeentebelangen | 1  | 3  | 3  | (4)3 |
| PvdA             | 3  | 2  | 3  | 2    |
| NCPN             | 2  | 2  | 3  | 2    |
| VVD              | 2  | 2  | 2  | 2    |
| ChristenUnie     | 1  | 1  | 1  | 1    |
| D66              | 1  | 1  | -  | 1    |
| Leeuw            | 1  | -  | -  | -    |
| Lijst H. de Jong | -  | -  | -  | (0)1 |
| Totaal           | 15 | 15 | 15 | 15   |

## Wateren

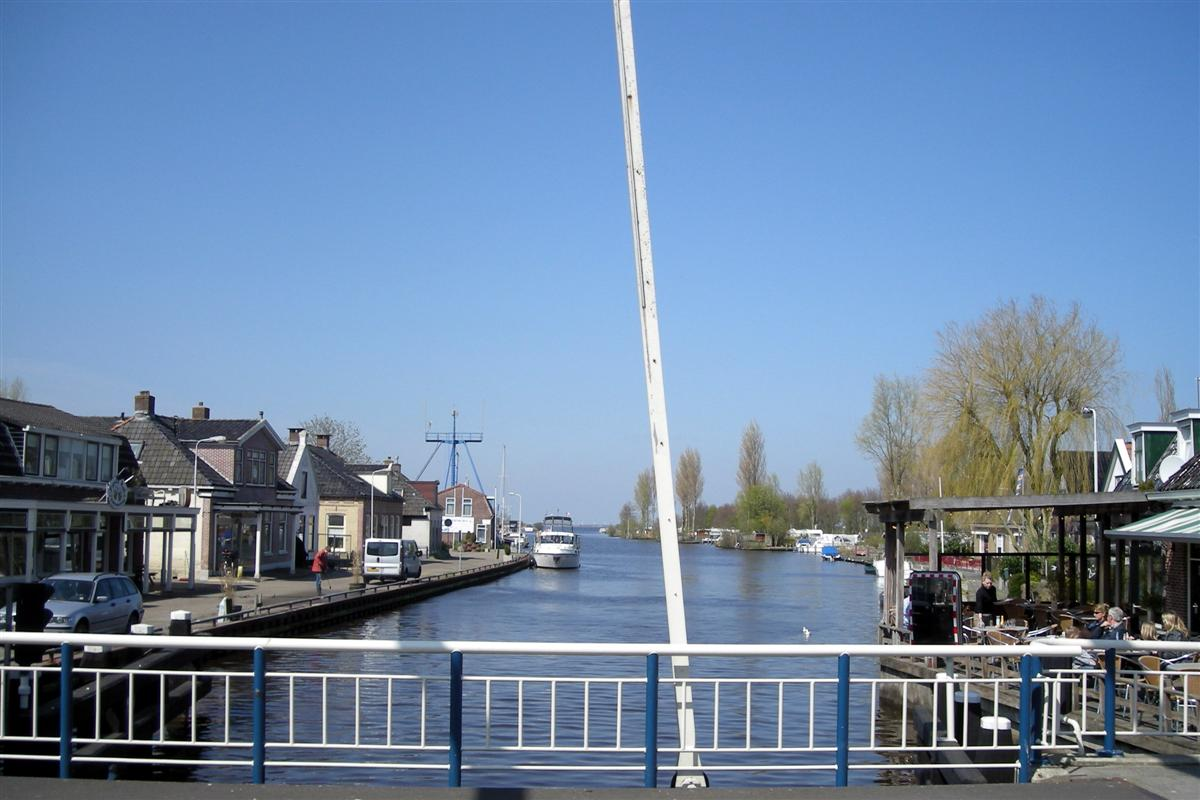
De Pier Christiaansloot bij Delfstrahuizen en Echtenerbrug (2008)

In de provincie Friesland zijn doorgaans in alle gemeenten op het vasteland, waaronder de gemeente Lemsterland sinds 15 maart 2007 de Friese namen van de oppervlaktewateren de officiële namen (*).

### Meren en poelen
In de gemeente Lemsterland bevinden zich de volgende meren en poelen:
| Nederlandse naam | Friese naam*                        |
| ---------------- | ----------------------------------- |
| Brandemeer       | Brandemar                           |
| Groote Brekken   | Grutte Brekken                      |
| IJsselmeer*      | Iselmar                             |
| Ravenskolk       | Ravenskolk                          |
| Tjeukemeer       | Tsjûkemar                           |
| Het Wijd         | It Wiiid (Stellingwerfs: Et Wiede*) |

Bron: Website provincie Friesland 

## Cultuur

### Monumenten
In de gemeente bevinden zich een aantal rijksmonumenten en oorlogsmonumenten, zie:
- Lijst van rijksmonumenten in Lemsterland
- Lijst van oorlogsmonumenten in Lemsterland

### Kunst in de openbare ruimte
In de openbare ruimte van de gemeente zijn diverse beelden, sculpturen en objecten geplaatst, zie:
- Lijst van beelden in Lemsterland